# Carmen Smith
Carmen Ria Smith, baronne Smith de Llanfaes (née le 15 mars 1996), est une femme politique galloise. Elle est membre de la Chambre des lords pour Plaid Cymru depuis 2024.

## Jeunesse
Smith est née le 15 mars 1996 à Salisbury dans le Wiltshire et s'installe avec sa famille à Llanfaes sur l'île d'Anglesey à l'âge de sept ans. Elle fréquente Ysgol David Hughes et plus tard Coleg Menai, où elle est présidente du syndicat étudiant du Grŵp Llandrillo Menai.
Elle étudie le droit à l'Université de Bangor pendant un an avant d'abandonner ses études pour faire campagne pour devenir vice-présidente du NUS Wales. Elle est élue à ce poste en 2016 et occupe ensuite le poste de présidente par intérim à la fin de son mandat. Elle est également membre du conseil d'administration de l'Union européenne des étudiants.

## Carrière
Après avoir quitté NUS Wales, elle travaille pendant dix mois comme assistante au sein de l'organisation de développement international United Purpose. Elle travaille ensuite comme chercheuse politique temporaire pendant huit mois auprès de Jill Evans au Parlement européen, avant de reprendre un poste chez United Purpose basé à New York pendant huit mois. Elle travaille pour Plaid Cymru dans le Senedd, d'abord comme responsable administrative du groupe Plaid Cymru, puis chef des affaires et opérations parlementaires, et enfin chef de cabinet par intérim. Elle est ensuite responsable des affaires publiques pour la société d'énergie renouvelable Bute Energy en octobre 2023.
Smith se présente aux élections du Parlement européen de juin 2019 au Pays de Galles à la deuxième place sur la liste Plaid Cymru, mais n'est pas élue. Elle fait campagne pour le Vote du peuple, plaidant pour un deuxième référendum sur le Brexit. La même année, elle fait campagne sans succès pour devenir la candidate de Plaid Cymru aux élections générales de 2019 à Ynys Môn.
Smith est sélectionné pour être membre de Plaid Cymru de la Chambre des lords lors d'une élection interne du parti après que Dafydd Wigley ait annoncé son intention de prendre sa retraite en 2024, ce qui permet à Plaid Cymru de garder un poste. Certains membres de Plaid Cymru critiquent sa nomination comme étant antidémocratique et injuste, et dénoncent son manque d'expérience par rapport aux autres candidats.
Elle est créée baronne Smith de Llanfaes, de Llanfaes dans le comté d'Ynys Môn, le 13 mars 2024. À l'âge de 27 ans lors de sa nomination, Smith est le plus jeune membre de la Chambre des Lords et la plus jeune personne à avoir jamais reçu une pairie à vie, succédant à Charlotte Owen. Smith est présentée à la Chambre des Lords le 21 mars.